# 貝爾普萊恩鎮區 (伊利諾伊州馬歇爾縣)
貝爾普萊恩鎮區（英語：Bell Plain Township）是位於美國伊利諾伊州馬歇爾縣的一個行政鎮區。

## 地方資料
根據2010年美國人口普查的數據，貝爾普萊恩鎮區的面積為95.50平方千米，當中陸地面積為95.30平方千米，而水域面積為0.20平方千米。當地共有人口380人，而人口密度為每平方千米3.98人。